# Rob Bourdon
Rob Bourdon, rojen 20. januarja 1979, je bobnar za Numetal skupino Linkin Park in je tudi najmlajši član.
Rob je bil rojen v Calabasasu, Kaliforniji, zdaj pa živi v Los Angelesu. Odraščal je v istemu mestu kot so člani skupine Incubus. Šel je na gimnazijo z nekaterimi člani Hoobastank.
Rob je začel igrati na bobne pri desetih letih po ogledu koncerta Aerosmith. Njegova mama je bila bivša punca Joeya Kramerja ( bobnarja skupine Aerosmith), zato je Bourdon lahko šel backstage in videl cel proizvod. Rob igra tudi klavir. V mladih letih je Rob igral v skupini z njegovimi prijatelji. V tistem času je spoznal svojega sedanjega prijatelja in člana Linkin Park Brada Delsona. Kakšno leto sta skupaj igrala v skupini imenovani Relative Degree. Njun cilj je bil da igrata pri Roxy, ko sta dosegla cilj z razprodano predstavo so se razšli.
Za Bourdona je rečeno, da je perfekcionist. Noče tatujev zaradi verskih razlogov (Rob je žid).